# Dekatieren
Das Dekatieren (von frz. décatir „entglänzen, glanzlos machen“) ist ein Veredelungsverfahren für Stoffe und Textilien aus Wolle und Wollmischgeweben. Dabei wird das Tuch vor dem Zuschnitt mit Wasserdampf unter Druck behandelt und schrumpft ein. Dadurch wird ein nachträgliches Eingehen der fertigen Erzeugnisse, und damit eine spätere, unerwünschte, Dimensionsänderung verhindert. 

## Manuelles Dekatieren
Im Haushalt, in Schneidereien sowie bei Textilreinigern wird manchmal Stoff oder Kleidung mit einem feuchten Tuch und einem Bügeleisen bzw. einer Bügelmaschine abgedämpft. Dieser Arbeitsgang wird manchmal als Dekatieren bezeichnet, obwohl dieser Vorgang eigentlich dem Dämpfen entspricht, da kein Druck zur Anwendung kommt.

## Industrielles Dekatieren
Die Bekleidungsindustrie und letztlich auch die Konsumenten fordern bei Textilien aus Wolle bzw. Wollmischungen Dimensionsstabilität. In der industriellen Stoffproduktion werden dazu Dekatiermaschinen eingesetzt, um späterem Einlaufen, zumindest weitgehend, vorzubeugen. Neben der Fixierung der Ware in Länge und Breite wird dabei auch der bei vorherigen Arbeitsgängen entstandene Glanz reduziert und ein feines, seidiges Aussehen gewonnen. Ebenso wird das Erzeugnis geglättet, ein vollerer Griff erreicht und die innere Spannung vermindert, das Material fällt fließend und ist knitterärmer.

### Kesseldekatur
Der Stoff wird auf eine perforierte Walze aufgerollt, zwischen den einzelnen Stofflagen befindet sich ein Trenntuch (z. B. aus Molton). Dieses Trenntuch nennt man Dekatiermitläufer. Als Dekatiermitläuferarten sind der Dekatiermitläufersatin, Dekatiermitläufermolton und gerauhter Satin, der ein Zwitter beider Arten ist, bekannt. Die Rolle wird in den Dekatierkessel geschoben, der Kessel verschlossen und Wasserdampf eingebracht. Der Dampf strömt dabei entweder durch die Öffnungen in der perforierten Walze von innen nach außen durch den Stoff, oder umgekehrt. Das gewünschte Ergebnis wird durch unterschiedliche Drücke, Temperaturen und/oder die Menge des Wasserdampfes reguliert. Nach dem Abkühlen wird die Rolle aus dem Kessel gefahren und der Stoff abgerollt. Die Kesseldekatur dient vor allem der Dimensionsstabilisierung, aber auch Optik, Griff und Volumen lassen sich dadurch beeinflussen.

### Continue-Dekatur
Der Stoff wird mittels einer Fördereinrichtung kontinuierlich in die Dekatiermaschine gefahren, läuft dort über zahlreiche Walzen und wird dabei einer Wasserdampfbehandlung unterzogen, um nach Verlassen der Maschine gefaltet bzw. gerollt zu werden. Während der Stoff in der Maschine über die Walzen läuft, wird Wasserdampf unter Druck und Hitze eingebracht und dadurch das gewünschte Ergebnis erzielt. Die Continue-Dekatur beeinflusst vor allem Optik und Griff der Erzeugnisse. 

### Finish-Dekatur
Der Vorgang ist ähnlich wie bei der Continue-Dekatur und wird im Anschluss an die Kesseldekatur vorgenommen, um unerwünschten Glanz vom Erzeugnis zu entfernen. In geringerem Ausmaß wird die Griffigkeit sowie Krumpfechtheit verbessert.
Die Veredelung von Textilien durch Dekatieren ist einer der letzten Arbeitsschritte bei deren Herstellung und wird der thermischen Appretur zugeordnet.